# 이타쿠라 시게카타
이타쿠라 시게카타(일본어: 板倉重形, 1620년 ~ 1684년 9월 5일)는 고즈케 안나카번 초대 번주이다. 시게카타계 이타쿠라가 시조.
이타쿠라 시게무네의 차남으로 태어났다. 시게카타의 아들들이 요절하여 외손 이타쿠라 시게아쓰를 양자로 입적하였다.
| 전임 홋타 마사토시 | 제1대 안나카번 번주 (이타쿠라가) 1681년 ~ 1684년 | 후임 이타쿠라 시게아쓰 |